# Alain Kécine
Alain Kécine (9 febbraio 1979) è un ex calciatore francese neocaledoniano, di ruolo difensore.

## Carriera

### Nazionale
Ha debuttato in Nazionale il 15 maggio 2004, in Isole Salomone-Nuova Caledonia (2-0). Ha partecipato, con la Nazionale, alla Coppa d'Oceania 2002. Ha collezionato in totale, con la maglia della Nazionale, due presenze.